# Caivano
Caivano é uma comuna italiana da região da Campania, província de Nápoles, com cerca de 36.082 habitantes. Estende-se por uma área de 27 km², tendo uma densidade populacional de 1336 hab/km². Faz fronteira com Acerra, Afrágola, Cardito, Crispano, Marcianise (CE), Orta di Atella (CE).
A principal igreja da Comune de Caivano é o Santuário Maria Santíssima di Campiglione, sendo esta a santa padroeira da cidade.
No interior do santuário, datado do século XVI, verificamos a existência de inúmeros afrescos, tanto no teto da edificação quanto nas suas laterais, em toda a sua extensão. Encontramos também um lindo afresco datado do século XII, pintado em parede num formato de meio cilindro. Neste a pintura já desgastada pelo tempo mostra uma série de entidades santificadas, encontrando-se exatamente ao centro a figura de Maria Santíssima de Campiglione. A figura da Santíssima é a única que possui a sua cabeça e aura projetadas para fora, em forma de relevo.
Contam os populares que a santidade da padroeira se deu quando, no afresco, a figura pintada que retratava a santa projetou a sua cabeça para fora do afresco, estando a observar o que ocorria no ambiente.Os observadores que testemunharam o ocorrido relataram tal fato como milagroso, o que deu à santa o título de padroeira protetora da cidade.

## Demografia
| Variação demográfica do município entre 1861 e 2011                               |
|                                                                                   |
| Fonte: Istituto Nazionale di Statistica (ISTAT) - Elaboração gráfica da Wikipedia |